# Alliance SwissPass
 (novembre 2020).
L’Alliance SwissPass est l’organisation de la branche des transports publics regroupant 250 entreprises de transport et 18 communautés en Suisse. Elle veille à l'harmonisation des tarifs des transports publics. A ce titre elle collabore avec l'Union des transports publics.

## Histoire
Fondée en 2020, l’Alliance SwissPass réunit les organes et structures décisionnelles jusqu’alors séparés du Service direct national (SDN) et des communautés de transports publics (ct-suisses). L’ensemble des compétences attribuées précédemment aux organes du SDN et des communautés incombent depuis à l’Alliance SwissPass.
Les thèmes traités au sein de l’Alliance SwissPass sont fondamentalement toujours distingués entre le SDN et les communautés, mais tous les participants ont désormais un droit de codécision. Dans le secteur d’activité commun « Transports publics », l’organisation de branche traite en sus de sujets qui concernent les deux structures organisationnelles. Face au monde politique, aux autorités et à d’autres groupes d’interlocuteurs, l’Alliance SwissPass offre de plus une représentation légitime de l’ensemble des transports publics.